# Cantón Cuenca
El cantón Cuenca es una entidad territorial subnacional ecuatoriana, de la Provincia de Azuay. Con 624.053 habitantes, es el tercer cantón más poblado del Ecuador, detrás del Cantón Guayaquil y el Distrito Metropolitano de Quito. Su cabecera cantonal es la ciudad de Cuenca, lugar donde se agrupa gran parte de su población total.

## Gobierno y política
El cantón se encuentra bajo la administración de la Alcaldía de Cuenca. Al frente de la Alcaldía se encuentra el Concejo Municipal de Cuenca, encargado de proponer, aprobar y modificar leyes y ordenanzas. Está compuesto por 16 miembros: 15 concejales más el Alcalde, que también es el que preside el Concejo. Todos ellos son elegidos de forma democrática y por sufragio universal para un periodo de cuatro años.
Debido a que Cuenca es la capital de la provincia del Azuay, en la ciudad también se encuentran las oficinas principales de la Gobernación del Azuay y de la Prefectura del Azuay.
La ciudad de Cuenca es la capital de la provincia del Azuay, por lo cual es sede de la Gobernación y de la Prefectura de la provincia. La Gobernación está dirigida por un ciudadano con título de Gobernador del Azuay y es elegido por designación del propio Presidente de la República como representante del poder ejecutivo del estado. La Prefectura, algunas veces denominada como Gobierno Provincial, está dirigida por un ciudadano con título de Prefecto Provincial del Azuay y es elegido por sufragio directo en fórmula única junto al candidato viceprefecto. Las funciones del Gobernador son en su mayoría de carácter representativo del Presidente de la República, mientras que las funciones del Prefecto están orientadas al mantenimiento y creación de infraestructura vial, turística, educativa, entre otras.
La Municipalidad de Cuenca, se rige principalmente sobre la base de lo estipulado en los artículos 253 y 264 de la Constitución Política de la República y en la Ley de Régimen Municipal en sus artículos 1 y 16, que establece la autonomía funcional, económica y administrativa de la Entidad.

### Alcaldía
El poder ejecutivo es desempeñado por un ciudadano con título de Alcalde de Cuenca, el cual es elegido por sufragio directo en una sola vuelta electoral sin fórmulas o binomios en las elecciones municipales. El vicealcalde no es elegido de la misma manera, ya que una vez instalado el Concejo Cantonal se elegirá entre ellos un encargado para aquel cargo. El alcalde y el vicealcalde duran cuatro años en sus funciones, y en el caso del alcalde, tiene la opción de reelección inmediata o sucesiva. El alcalde es el máximo representante de la municipalidad y tiene voto dirimente en el concejo cantonal, mientras que el vicealcalde realiza las funciones del alcalde de modo suplente mientras no pueda ejercer sus funciones el alcalde titular.
El alcalde cuenta con su propio gabinete de administración municipal mediante múltiples direcciones de nivel de asesoría, de apoyo y operativo. Los encargados de aquellas direcciones municipales son designados por el propio alcalde.
Actualmente el Alcalde de Cuenca es un empresario cuencano Cristian Zamora

### Concejo cantonal
El poder legislativo es ejercido por el Concejo Municipal de Cuenca el cual es un parlamento unicameral que se constituye al igual que en los demás cantones mediante la disposición del artículo 253 de la Constitución Política Nacional. De acuerdo a lo establecido en la ley, la cantidad de miembros del concejo representa proporcionalmente a la población del cantón.
Cuenca posee quince concejales, los cuales son elegidos mediante sufragio (Sistema D'Hondt) y duran en sus funciones cuatro años pudiendo ser reelegidos indefinidamente. De los quince concejales, catorce representan a la población urbana mientras que uno representa a las zonas rurales. El alcalde y el vicealcalde presiden el concejo en sus sesiones. Al recién instalarse el concejo cantonal por primera vez los miembros eligen de entre ellos un designado para el cargo de vicealcalde de la ciudad.
Los miembros del concejo cantonal organizarán las distintas comisiones municipales conforme a lo preescrito en los artículos 85 y 93 de la Codificación de Ley Orgánica de Régimen Municipal. Las comisiones están conformadas por los miembros principales y suplentes del concejo cantonal y por designados dentro de las diferentes instituciones públicas del cantón. Un concejal puede ser parte de más de una comisión.

### Organización territorial
El cantón se divide en parroquias que pueden ser urbanas o rurales y son representadas por las Juntas Parroquiales ante el Municipio de Cuenca. En el cantón hay 15 parroquias urbanas y 21 rurales y se dividen de la siguiente manera:
| Parroquias urbanas     | Parroquias urbanas | Parroquias urbanas |
| ---------------------- | ------------------ | ------------------ |
|                        | 1. San Sebastián   | 10. Huayna Cápac   |
| 2. El Batán            | 11. Hermano Miguel |                    |
| 3. Yanuncay            | 12. El Vecino      |                    |
| 4. Bellavista          | 13. Totoracocha    |                    |
| 5. Gil Ramírez Dávalos | 14. Monay          |                    |
| 6. El Sagrario         | 15. Machángara     |                    |
| 7. San Blas            |                    |                    |
| 8. Cañaribamba         |                    |                    |
| 9. Sucre               |                    |                    |
|                        |                    |                    |

| Parroquias Rurales                         | Parroquias Rurales                  | Parroquias Rurales |
| ------------------------------------------ | ----------------------------------- | ------------------ |
|                                            | 1. Molleturo                        | 12. Ricaurte       |
| 2. Chaucha                                 | 13. Parroquias Urbanas              |                    |
| 3. Sayausí                                 | 14. Paccha                          |                    |
| 4. Chiquintad                              | 15. Nulti                           |                    |
| 5. Checa (o Jidcay)                        | 16. Turi                            |                    |
| 6. San Joaquín                             | 17. El Valle                        |                    |
| 7. Baños                                   | 18. Santa Ana                       |                    |
| 8. Sinincay                                | 19. Tarqui                          |                    |
| 9. Octavio Cordero Palacios (o Santa Rosa) | 20. Victoria del Portete (o Irquis) |                    |
| 10. Sidcay                                 | 21. Cumbe                           |                    |
| 11. Llacao                                 | 22. Quingeo                         |                    |